# Distretto di contea di Neath Port Talbot
Neath Port Talbot (in inglese Neath Port Talbot County Borough, in gallese Bwrdeisdref Sirol Castell-nedd Port Talbot) è un distretto di contea del Galles, nel Regno Unito.

## Geografia fisica
Il distretto confina a ovest con Swansea, a nord con le contee di Carmarthenshire e Powys, a est con il distretto di contea di Rhondda Cynon Taf e a sud-est con quello di Bridgend. Nel sud-ovest si affaccia sulla baia di Swansea.
Il territorio è prevalentemente collinare con fasce pianeggianti in prossimità della costa.
Il fiume principale è il Neath che scava un'ampia valle nel suo corso verso l'estuario nella baia di Swansea. Nell'ovest scorre il fiume Swansea (Tawe in gallese) e l'Afon Afan nell'est. Le città principali sono Neath posta sull'omonimo fiume e Port Talbot, posta sulla costa in prossimità dell'estuario del Neath. Nell'alta valle del fiume Neath è posta la cittadina di Glynneath.

## Amministrazione
Il distretto è un'autorità unitaria nata il primo aprile del 1996 in attuazione del Local Government (Wales) Act del 1994. Nel distretto sono stati riuniti gli ex distretti di Neath, Port Talbot e Lliw Valley. È amministrato dal Neath Port Talbot County Borough Council che ha sede a Port Talbot.

### Gemellaggi
- Udine, dal 1960
- Albacete
- Bagneux
- Esslingen am Neckar
- Heilbronn
- Piotrków Trybunalski
- Schiedam
- Velenje
- Vienne